# Paramore (álbum)
Paramore é o quarto álbum de estúdio da banda de rock estadunidense Paramore. Foi lançado em 5 de abril de 2013 por intermédio da Fueled by Ramen e sucedendo o Brand New Eyes (2009). Gravado entre abril e novembro de 2012, o projeto foi descrito pela banda como sendo uma "confirmação" e uma reintrodução da banda para o mundo e para eles próprios. É o primeiro álbum de estúdio lançado sem o guitarrista Josh Farro, o único lançado sem o baterista Zac Farro, e o último álbum com o baixista Jeremy Davis, antes de sua saída em 2015.
O álbum foi produzido por Justin Meldal-Johnsen, com o guitarrista principal Taylor York na co-produção de quatro faixas. Entrando em contraste com o trabalho anterior da banda, a produção do Paramore contém um som mais experimental com novos gêneros musicais, como new wave e funk rock, e apresenta três interlúdios acústicos. Paramore foi bem recebido pelos críticos contemporâneos, que elogiaram a maturidade e experimentação da banda em termos de musicalidade, assim como os vocais de Williams e sua presença total no álbum. Várias publicações incluíram o álbum em suas listas de final de ano, incluindo The A.V. Club e The Guardian.
Paramore também obteve êxito comercial, estreando na primeira posição na tabela Billboard 200 (EUA), vendendo 106.000 unidades em sua primeira semana. O álbum atingiu também o topo das tabelas musicais da Argentina, Austrália, Brasil, Irlanda e Nova Zelândia, se tornando o primeiro da banda a atingir o topo na maioria deles. Se tornou o segundo álbum a atingir o topo do Reino Unido. Em março de 2016, o álbum recebeu uma certificação de disco de platina Recording Industry Association of America (RIAA) por exceder as vendas de 1.000.000 de unidades. Em promoção ao álbum, a banda embarcou na The Self-Titled Tour, com shows pela Europa, América do Norte, Ásia, América Latina e Oceania. Em 2014, a banda e o Fall Out Boy co-estrelaram a Monumentour. Uma edição deluxe do álbum foi lançada em 24 de novembro de 2014.
Quatro singles foram lançados do álbum: "Now, "Still Into You", "Daydreaming", e a canção vencedora do Grammy, "Ain't It Fun". "Still Into You" e "Ain't It Fun" alcançaram o top 10 em diversas tabelas musicais incluindo a Billboard Hot 100 dos Estados Unidos, e ambas foram certificados como platina dupla pela RIAA, fazendo de Paramore o primeiro álbum da banda a produzir mais de um single multi-platinado no país.  

## Antecedentes e gravação

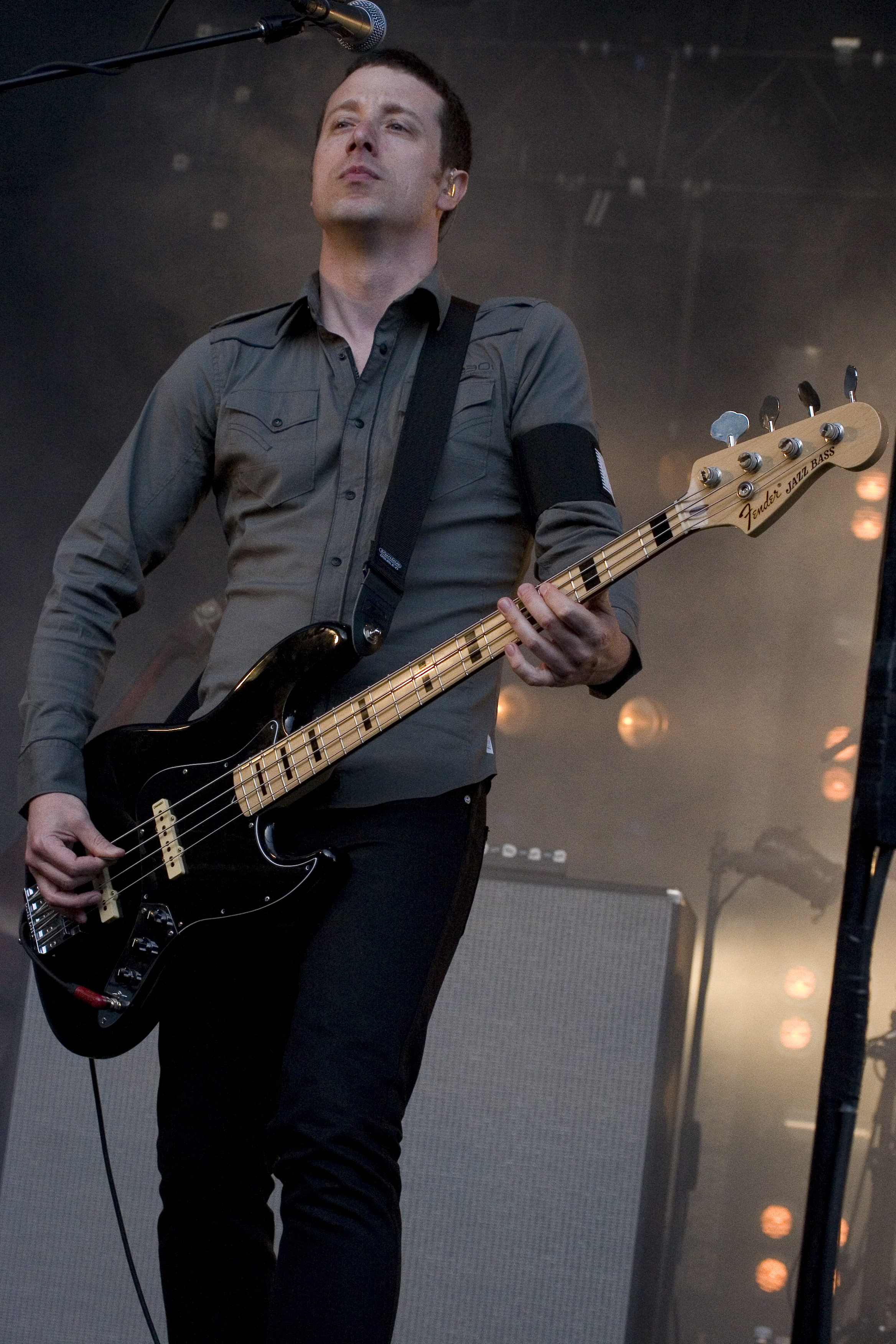
Justin Meldal-Johnsen foi o produtor escolhido pela banda para a produção do álbum.

As gravações do Paramore tiveram início em abril de 2012 com a canção "Daydreaming". Após uma breve pausa, as gravações foram retomadas em 27 de junho do mesmo ano, e finalizadas em 1 de novembro. É o primeiro álbum de estúdio do Paramore lançado após a saída de Josh Farro e Zac Farro, ambos abandonaram a banda no início de 2010.
O álbum foi produzido por Justin Meldal-Johnsen, baixista de longa data de Beck e Nine Inch Nails, e trabalhou previamente como produtor musical em projetos de M83 e Neon Trees. Numa entrevista para a Electronic Musician, Meldal-Johnsen afirmou que queria "que o álbum soasse mais visceral e menos limitado e computadorizado, mais 1981 do que 2012, com um aceno para 2016." Noutra entrevista para a Digital Spy, Taylor York afirmou "Acho que nunca ficamos tão orgulhosos e satisfeitos com algo que fizemos." Em 29 de junho de 2012, a banda confirmou que o baterista Ilan Rubin, tocaria a bateria no álbum.
A vocalista principal da banda, Hayley Williams, explicou em uma entrevista para a Rolling Stone após questionada sobre a direção da banda após o Brand New Eyes:  "Todo aquela pausa que demos para a nossa banda foram momentos sombrios. Foi emocionalmente exaustivo e, quando chegamos ao ponto em que íamos começar a escrever, queríamos realmente aproveitar o processo de fazer um álbum..." Sobre o álbum ser autointitulado, Williams explicou "O aspecto autointitulado da coisa toda é definitivamente uma afirmação. Eu sinto que não é apenas reintroduzir a banda para o mundo, mas até para nós mesmos... No final, parecia que éramos uma nova banda." Ela também afirmou que estava inspirada nos álbuns de Blondie e Siouxsie and the Banshees quando escreveu as novas canções: "Eles têm muita alma e coração em seus projetos".

## Composição
De acordo com Patrick Bowman do Idolator, o álbum apresenta a mesma sonoridade de rock alternativo e pop punk dos álbuns anteriores do Paramore. Ben Rayner do Toronto Star, declarou que a banda abandonou o gênero emo a favor do power pop. Benjamin Duham da Technology Tell descreveu o álbum como "uma direção mais pop rock". Na EW, Kyle Anderson o caracterizou como um "álbum new-wave do século 21 estilo Blondie".

## Promoção e lançamento
Artigo principal: The Self-Titled Tour
Em 6 de dezembro de 2012, Paramore fez um anunciamento através de seu website oficial revelando o nome do álbum e a data de lançamento, assim como o título do primeiro single do projeto. A lista de faixas foi anunciada em 18 de janeiro de 2013 pela Alternative Press. Durante o Soundwave Festival, o Paramore concedeu uma festa de audição em Sydney, Nova Gales do Sul em 26 de fevereiro de 2013, e dois dias depois em Melbourne, Vitória, patrocinado por Australian Music Channel, Channel V. Williams revelou uma parte da letra da canção "Part II" no qual alguns fãs sorteados puderam ouvir em uma festa de audição no LiveJournal. Williams disse aos fãs que "'Let the Flames Begin' tem sido uma das nossas favoritas para apresentar ao vivo, além de também ser a favorita da maioria dos fãs que vêm aos nossos shows... Nós queríamos que tivesse uma sequência. E é 'Part II'!"
A versão em vinil do álbum foi transmitida a partir de 1 de abril de 2013 por quatro dias, com cada dia tocando um dos quatro lados. O álbum foi então, lançado em 5 de abril de 2013. A banda apresentou uma versão acústica de "Hate to See Your Heart Break" no BBC Radio 1 Live Lounge em 3 de abril de 2013, anunciando na mesma noite, que a canção completa estaria disponível no website oficial da banda. Em 20 de abril de 2013, a banda lançou um extended play (EP) para a Record Store Day, intitulado The Holiday Sessions, lançado exclusivamente em vinil de 7", e é composta pelos três interlúdios presentes no álbum.
A The Self-Titled Tour na América do Norte teve início em 15 de outubro e foi até 5 de novembro de 2013. A digressão levou a banda em 27 cidades ao redor da América do Norte, incluindo o primeiro show da banda no Madison Square Garden como artista principal. Em 22 de agosto de 2013, a banda anunciou o seu próprio cruzeiro, o "PARAHOY! Cruise", saindo de Miami para as Bahamas, teve acontecimento de 7 de março à 11 de março de 2014. Em 9 de janeiro de 2014, a banda, juntamente com o Fall Out Boy, anunciaram a Monumentour, uma turnê conjunta que teve espaço no verão da América do Norte, que teve duração de 19 de junho até 31 de agosto de 2014. Em 22 de janeiro de 2015, a banda anunciou a "Writing the Future", uma rodada de shows intimistas nos Estados Unidos, encerrando assim a era Paramore, durando de 27 de abril até 25 de maio de 2015.
A edição deluxe do álbum foi lançada em 24 de novembro de 2014, contendo uma versão regravada de "Hate to See Your Heart Break" com vocais adicionais de Joy Williams, sendo essa a primeira colaboração da banda.

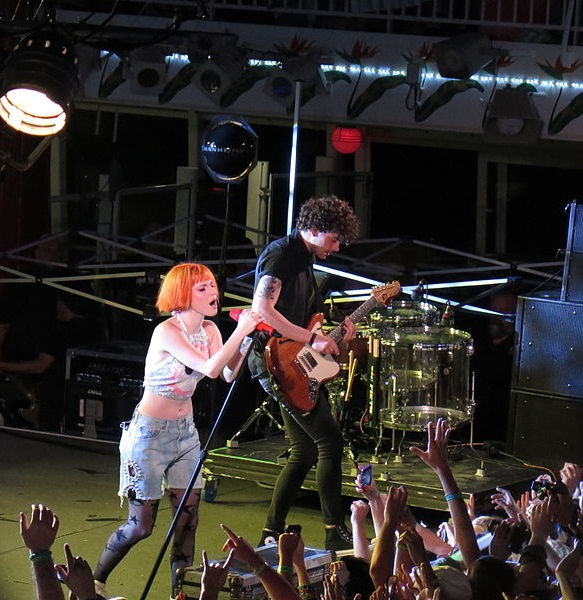
Paramore durante uma apresentação em seu cruzeiro Parahoy! em março de 2014.

### Singles
Em 5 de janeiro de 2013, Paramore lançou um teaser do primeiro single do álbum, "Now", revelando uma prévia da canção e a data de lançamento para 22 de janeiro de 2013. Paramore disponibilizou a canção em seu website em 21 de janeiro, e a canção então foi colocada para venda juntamente com a pré-venda do álbum através do iTunes no dia seguinte. No Reino Unido, "Now" foi lançada em 24 de janeiro de 2013. O vídeo musical para o single foi dirigido por Daniel "Cloud" Campos e lançado através da MTV em 11 de fevereiro, e disponibilizado no YouTube no dia seguinte.
O segundo single do álbum, "Still Into You", foi lançado em 14 de março de 2013. O lyric vídeo foi disponibilizada no YouTube um dia antes, depois da banda apresentar a canção ao vivo no festival South by Southwest em Austin, Texas. Em 18 de setembro de 2013, "Still Into You" recebeu uma certificação de platina pela RIAA. "Daydreaming" serviu como o terceiro single do álbum, sendo lançada em 2 de dezembro de 2013 apenas no Reino Unido. Um vídeo para a canção estreou em 5 de novembro no MSN UK.
"Ain't It Fun" foi lançada como o quarto single do projeto. A versão editada para rádio teve sua estreia em 28 de agosto de 2013, e o single lançado em 4 de fevereiro de 2014. Um vídeo musical par a canção foi planejado, porém acabou sendo adiado a favor do vídeo de "Daydreaming", e sendo informado pela Williams, de que a banda não estava contente em como o vídeo estava saindo; Um novo vídeo para "Ain't It Fun" foi gravado e estreado em 29 de janeiro de 2014. "Ain't It Fun" foi premiada na categoria Melhor Canção de Rock no Grammy Awards de 2015, sendo esse o primeiro prêmio Grammy vencido pela banda. Em 18 de junho de 2014, "Ain't It Fun" recebeu certificação de platina pela RIAA, e depois platina dupla em 8 de julho de 2015. Pouco tempo depois, "Still Into You" também recebeu certificação de platina dupla pela RIAA.
Mesmo não tendo sido lançada como single, a banda sentiu uma conexão especial com a canção "Anklebiters" e lançaram um vídeo musical 25 de junho de 2013. "Hate to See Your Heart Break" foi regravada em 2014 com vocais adicionais de Joy Williams para a inclusão da canção na edição deluxe do álbum. Lançada como single promocional, um vídeo musical em preto e branco foi lançado em 24 de novembro de 2014. A canção atingiu a posição #23 na Hot Rock Songs (EUA).

## Análise da crítica
| Críticas profissionais | Críticas profissionais |
| Pontuações agregadas   | Pontuações agregadas   |
| Fonte                  | Avaliação              |
| ---------------------- | ---------------------- |
| Metacritic             | 81/100                 |
| Avaliações da crítica  |                        |
| Fonte                  | Avaliação              |
| AllMusic               | [ 53 ]                 |
| Alternative Press      | [ 54 ]                 |
| The A.V. Club          | B+                     |
| Entertainment Weekly   | A−                     |
| The Guardian           | [ 56 ]                 |
| NME                    | 7/10                   |
| The Observer           | [ 58 ]                 |
| Rolling Stone          | [ 59 ]                 |
| Spin                   | 8/10                   |
| USA Today              | [ 61 ]                 |

Após seu lançamento, Paramore foi no geral, recebido positivamente pelos críticos de música. No Metacritic, que atribui uma classificação normalizada de 100 a críticas de publicações populares, o álbum recebeu uma pontuação alta de 81, baseada em 20 análises, o que indica "aclamação universal". Já o agregador AnyDecentMusic? contabilizou uma média 6.9 de 10 para o álbum. Scott Heisel da Alternative Press elogiou a diversidade do álbum, chamando-o de "um monstro extenso de 17 canções e 64 minutos", e considerou-o também como a melhor música que o Paramore já criou. Kyle Anderson da Entertainment Weekly deu uma nota A- para o álbum, onde ele afirmou que "Paramore está dando saltos evolutivos em algo refrescantemente bem ajustado e genuinamente novo", e destacou as canções "Ain't It Fun" e "Proof" como as melhores faixas. O escrito Brian Mansfield do USA Today observou que neste álbum a banda "superdimensionou seu som". Mansfield também comentou que o "sarcasmo de Williams parece menos forçado do que seu entusiasmo, mas ainda assim, Paramore mostra uma banda determinada a sair do 'negócio da miséria'."
Escrevendo para o AllMusic, Matt Collar declarou "A base colaborativa do álbum estala em cada faixa, mas Hayley Williams, uma vocalista extrovertida e corajosa com uma voz grande o suficiente para parar o tempo, prova inequivocamente ser o talento astuto da banda, não importa o quão vital York e Davis possam ser". Collar o considerou como o melhor álbum da banda. No AbsolutePunk, Jack Appleby disse "Em vez de seguir todas as coisas épicas ou se mover intencionalmente para um som específico, a banda se divertiu muito se arriscando em todos os gêneros, criando um álbum muito bom no geral... Provavelmente, você não dedicará atenção total ao Paramore, mas você aos poucos vai enfileirando cada parte do registro." Ele concluiu dizendo que o álbum não é para todos, mas tem algo que todos podem desfrutar.
Rebecca Nicholson do The Guardian considerou o álbum uma recompensa, apesar da banda parecer estar "trocando" suas raízes, onde ela afirma "...esse é mais solto e divertido, ao mesmo tempo que permite a capacidade da banda de fazer refrões gigantescos para uma arena". No entando, considerou o álbum longo demais. David Renshaw do NME observou "...este renascimento mainstream parece um passo de transição para algo gigantesco". Jon Pareles do The New York Times declarou que a composição da banda sobreviveu à saída de Josh Farro. Em adição, Pareles notou que eles "levaram a banda além do pop-punk sem abandonar o ímpeto ou o refrão grande e cativante". Em contraste, o revisor da Sputnikmusic, Channing Freeman, foi altamente crítico em relação ao álbum, dando-lhe uma nota 1.5 de 5, chamando-o também de uma "tremenda bobagem". Freeman criticou a exclusão de J. Farro e sua composição, declarando "Acho que a triste conclusão aqui é que o Paramore precisa de Josh Farro, que talvez pudesse ter moderado todas as decisões malucas de composição que foram feitas."

### Condecorações
Listas de fim de ano
| Publicação        | Lista                         | Ano  | Pos. | Ref.   |
| ----------------- | ----------------------------- | ---- | ---- | ------ |
| The A.V. Club     | Os 23 Melhor Álbuns de 2013   | 2013 | 18   | [ 66 ] |
| Kerrang!          | Melhores Álbuns de 2013       | 2013 | 6    | [ 67 ] |
| The Guardian      | Melhores Álbuns de 2013       | 2013 | 21   | [ 68 ] |
| PopMatters        | OS 75 Melhores Álbuns de 2013 | 2013 | 58   | [ 69 ] |
| The Village Voice | 100 Melhores Álbuns de 2013   | 2013 | 34   | [ 70 ] |
| Drowned in Sound  | Álbuns Favoritos de 2013      | 2013 | 4    | [ 71 ] |
| AllMusic          | O Melhor de 2013              | 2013 | —    | [ 72 ] |

Listas de fim de década
| Publicação | Lista                                      | Ano  | Pos. | Ref.   |
| ---------- | ------------------------------------------ | ---- | ---- | ------ |
| Kerrang!   | Os 75 Melhores Álbuns de 2010s             | 2019 | 68   | [ 73 ] |
| Billboard  | Os 100 Melhores Álbuns de 2010s            | 2019 | 37   | [ 74 ] |
| AllMusic   | Os 200 Melhores Álbuns da Década           | 2019 | —    | [ 75 ] |
| Spin       | Os 300 Melhores Álbuns dos últimos 30 Anos | 2015 | 228  | [ 76 ] |

## Desempenho comercial
O álbum foi um grande sucesso comercial em todo o mundo, estreando na primeira posição em oito países, entre eles o Reino Unido, Irlanda, Escócia, Argentina, Brasil, Nova Zelândia e Austrália (onde foi a oitava estreia consecutiva em primeiro lugar na tabela e também o 32º álbum autointitulado no topo da tabela australiana). O álbum também atingiu o top 20 em mais 9 países. Nos Estados Unidos, o álbum, estreou no topo da tabela Billboard 200, vendendo 106.000 unidades em sua primeira semana. Tornando-se o primeiro álbum da banda a atingir a primeira posição.
"Still Into You" conseguiu atingir o top 10 da Austrália e Irlanda e o top 20 em diversos países. O single atingiu o topo da tabela de rock do Reino Unido e a posição #15 na tabela oficial do país; se tornando o single mais bem sucedido da banda no país, atrás apenas de "Ignorance", do álbum anterior da banda Brand New Eyes. Nos Estados Unidos, a canção atingiu a posição #24, empatado com "The Only Exception" também do álbum anterior da banda e na época, o single mais bem sucedido da banda no país. Também atingiu a sexta posição na tabela de rock dos EUA e a oitava posição no Top 40 Mainstream. "Ain't It Fun" partilha de um sucesso similar, entrando no top 10 das tabelas também do Canadá e Hungria. Eventualmente, se tornou o single mais bem sucedido da banda nos EUA, até hoje, onde atingiu a décima posição na Billboard Hot 100 e a segunda posição no Top 40 Mainstream, assim como a primeira posição nas tabelas de rock. Se tornou o primeiro single da banda a atingir o top 10 no país.

## Alinhamento de faixas
Todas as faixas escritas por Hayley Williams e Taylor York, exceto onde notado.
| N.º            | Título                                                                 | Duração |  |
| 1.             | "Fast in My Car" (Justin Meldal-Johnsen, Hayley Williams, Taylor York) | 3:42    |  |
| 2.             | "Now"                                                                  | 4:07    |  |
| 3.             | "Grow Up"                                                              | 3:50    |  |
| 4.             | "Daydreaming"                                                          | 4:31    |  |
| 5.             | "Interlude: Moving On"                                                 | 1:30    |  |
| 6.             | "Ain't It Fun"                                                         | 4:56    |  |
| 7.             | "Part II" (Meldal-Johnsen, Williams, York)                             | 4:41    |  |
| 8.             | "Last Hope"                                                            | 5:09    |  |
| 9.             | "Still into You"                                                       | 3:36    |  |
| 10.            | "Anklebiters" (Meldal-Johnsen, Williams, York)                         | 2:17    |  |
| 11.            | "Interlude: Holiday" (Jeremy Davis, Williams)                          | 1:09    |  |
| 12.            | "Proof" (Meldal-Johnsen, Williams, York)                               | 3:15    |  |
| 13.            | "Hate to See Your Heart Break"                                         | 5:09    |  |
| 14.            | "(One of Those) Crazy Girls"                                           | 3:32    |  |
| 15.            | "Interlude: I'm Not Angry Anymore"                                     | 0:52    |  |
| 16.            | "Be Alone"                                                             | 3:40    |  |
| 17.            | "Future"                                                               | 7:51    |  |
| Duração total: | Duração total:                                                         | 63:48   |  |

| Faixas bônus da edição limitada, japonêsa e da Rdio |                 |         |  |
| N.º                                                 | Título          | Duração |  |
| 18.                                                 | "Escape Route"  | 2:57    |  |
| 19.                                                 | "Native Tongue" | 3:13    |  |

| Edição deluxe |                                                                   |         |  |
| N.º           | Título                                                            | Duração |  |
| 18.           | "Hate to See Your Heart Break" (com Joy Williams)                 | 5:12    |  |
| 19.           | "Escape Route"                                                    | 2:57    |  |
| 20.           | "Native Tongue"                                                   | 3:13    |  |
| 21.           | "Tell Me It's Okay" (demo) (Meldal-Johnsen, Williams, York)       | 2:43    |  |
| 22.           | "Still Into You" (ao vivo no Red Rocks)                           | 4:30    |  |
| 23.           | "Decode" (ao vivo no Red Rocks) (Josh Farro, Williams, York)      | 4:24    |  |
| 24.           | "The Only Exception" (ao vivo no Red Rocks) (Farro, Williams)     | 4:39    |  |
| 25.           | "Brick by Boring Brick" (ao vivo no Red Rocks) (Farro, Williams)  | 4:53    |  |
| 26.           | "Let the Flames Begin" (ao vivo no Red Rocks) (Farro, Williams)   | 7:06    |  |
| 27.           | "Part II" (ao vivo no Red Rocks) (Meldal-Johnsen, Williams, York) | 4:59    |  |
| 28.           | "Proof" (ao vivo no Red Rocks) (Meldal-Johnsen, Williams, York)   | 3:31    |  |
| 29.           | "Ain't It Fun" (ao vivo no Red Rocks)                             | 6:09    |  |

## Créditos
Paramore
- Hayley Williams – vocais principais, vocais de apoio, teclado, piano
- Jeremy Davis – guitarra baixo, vocais de apoio
- Taylor York – guitarra, teclado, ukulele, programação, bateria em "Tell Me It's Okay"

Equipe adicional
- Ilan Rubin - bateria, percussão, vocais
- Justin Meldal-Johnsen – produtor, teclado, programação, percusssão
- Carlos de la Garza – percussão, engenheiro
- Interlúdios engenharizados por Kyle Black
- Ken Andrews – mixagem, teclado, vocais de apoio
- Joy Williams - vocais convidados (faixa 18 da edição deluxe)
- Vincent Brantley – maestro de coro, empreiteiro do coro
- Vincent Brantley, Sean Dancy, Yolanda Harris-Dancy, Katherine Dancy, Brandon Hampton, Talitha Manor, Joslyn James – membros do coro
- Vanessa Freebairn-Smith – contratante de cordas
- Arranjo de cordas por Roger Joseph Manning, Jr.
- Caroline Campbell – spalla, violino
- Caroline Campbell, Alma Fernandez, Erik Arvinder, Kathleen Sloan, Khoa Truong, Luke Maurer, Sam Fischer, Vanessa Freebairn-Smith, Songa Lee – musicistas de cordas
- Steve Aho – copyist
- Mike Schuppan – engenheiro

## Desempenho nas tabelas musicais
| Tabela musical (2013)               | Melhor posição |
| ----------------------------------- | -------------- |
| Alemanha (Offizielle Top 100)       | 8              |
| Argentina (CAPIF)                   | 1              |
| Austrália (ARIA)                    | 1              |
| Áustria (Ö3 Austria Top 40)         | 13             |
| Bélgica (Ultratop de Flandres)      | 33             |
| Bélgica (Ultratop da Valônia)       | 66             |
| Brasil (ABPD)                       | 1              |
| Canadá (Billboard)                  | 3              |
| Escócia (OCC)                       | 1              |
| Espanha (PROMUSICAE)                | 1              |
| Estados Unidos (Billboard 200)      | 1              |
| EUA (Billboard Rock Albums)         | 1              |
| EUA (Billboard Alternative Albums)  | 1              |
| EUA (Billboard Digital Albums)      | 1              |
| EUA (Billboard Vinyl Albums)        | 3              |
| Finlândia (Suomen virallinen lista) | 10             |
| Irlanda (IRMA)                      | 1              |
| Itália (FIMI)                       | 13             |
| Japão (Oricon)                      | 21             |
| México (AMPROFON)                   | 4              |
| Nova Zelândia (RMNZ)                | 1              |
| Países Baixos (Album Top 100)       | 18             |
| Polônia (ZPAV)                      | 26             |
| Portugal (AFP)                      | 17             |
| Reino Unido (OCC)                   | 1              |
| Reino Unido (OCC Digital Albums)    | 1              |
| Reino Unido (OCC Rock Albums)       | 1              |
| Suíça (Schweizer Hitparade)         | 18             |

| Tabela musical (2013) | Melhor posição |
| --------------------- | -------------- |
| Argentina (CAPIF)     | 10             |

| Tabela musical (2013)                  | Posição |
| -------------------------------------- | ------- |
| Austrália (ARIA)                       | 51      |
| Estados Unidos (Billboard 200)         | 95      |
| EUA (Billboard Top Alternative Albums) | 17      |
| EUA (Billboard Top Rock Albums)        | 25      |
| Reino Unido (OCC)                      | 76      |
| Tabela musical (2014)                  | Posição |
| Estados Unidos (Billboard 200)         | 135     |
| EUA (Billboard Top Alternative Albums) | 19      |
| EUA (Billboard Top Rock Albums)        | 26      |

## Vendas e certificações
| Região | Certificação | Unidades/vendas |
| --- | ------------ | --------------- |
| Austrália (ARIA) | Ouro         | 35.000^         |
| Brasil (Pro-Música Brasil) | Ouro         | 20.000*         |
| Estados Unidos (RIAA) | Platina      | 1.000.000^      |
| Nova Zelândia (RMNZ) | Ouro         | 7.500^          |
| Reino Unido (BPI) | Ouro         | 100.000^        |
| *vendas baseadas apenas na certificação ^distribuições baseadas apenas na certificação ‡vendas+valores de streaming baseados apenas na certificação |              |                 |

## Histórico de lançamentos
| Região                                     | Data                   | Edição | Formato(s)                | Grav.                    | Ref.    |
| ------------------------------------------ | ---------------------- | ------ | ------------------------- | ------------------------ | ------- |
| Alemanha / Austrália / Finlândia / Irlanda | 5 de abril de 2013     | Padrão | CD vinil download digital | Fueled by Ramen Atlantic | [ 120 ] |
| Reino Unido                                | 8 de abril de 2013     | Padrão | CD vinil download digital | Fueled by Ramen Atlantic | [ 121 ] |
| Mundo                                      | 9 de abril de 2013     | Padrão | CD vinil download digital | Fueled by Ramen Atlantic | [ 122 ] |
| Mundo                                      | 24 de novembro de 2014 | Deluxe | Download digital          | Fueled by Ramen Atlantic | [ 123 ] |